# Tilly, Indre
Tilly là một xã ở tỉnh Indre ở miền trung nước Pháp. Xã này có diện tích 14,77 kilômét vuông, dân số năm 1999 là 189 người. Khu vực này có độ cao trung bình 210 mét trên mực nước biển.
Thị trấn này nằm trong công viên tự nhiên vùng Brenne.
Sông Benaize tạo thành ranh giới phía nam của thị trấn.